# Giancarlo Ginestri
Giancarlo Ginestri (San Bonifacio, 26 luglio 1978) è un ex ciclista su strada italiano, professionista dal 2004 al 2006.

## Palmarès
- 2002 (Zalf-Euromobil-Fior)

3ª tappa Giro d'Italia Under-23 (Arezzo > Umbertide)
- 2003 (Zalf-Euromobil-Fior)

Gran Premio Colli Rovescalesi
Trofeo Cantina La Maranzana
Trofeo Città di San Vendemiano

## Piazzamenti

### Grandi Giri
- Giro d'Italia

2004: 118º

### Classiche monumento
- Giro di Lombardia

2005: 66º